# Collines de Polden
Les collines de Polden, en anglais Polden Hills, sont des collines situées dans la région des Somerset Levels, dans le Somerset, en Angleterre. Elles sont globalement parallèles avec les collines de Mendip au nord-est et les collines Quantock à l'ouest. Les collines s'étendent des villages de Puriton à Street.